# Serica howdeni
Serica howdeni är en skalbaggsart som beskrevs av Dawson 1967. Serica howdeni ingår i släktet Serica och familjen Melolonthidae. Inga underarter finns listade i Catalogue of Life.